# Steven Old
Steven Old (Palmerston North, 17 de febrero de 1986) es un futbolista neozelandés que juega como defensor en el East Kilbride F. C. de la Lowland Football League escocesa.

## Carrera
Comenzó su carrera futbolística en 2004 jugando para el St. John's Red Storm, equipo de la Universidad St. John's, ubicada en Nueva York, Estados Unidos. En 2005 volvió a su país para integrar la plantilla del YoungHeart Manawatu, y luego de una gran temporada, en 2006 partió a Australia para firmar con el Newcastle United Jets, participante de la A-League. No tuvo mucha regularidad, lo que lo llevó a ser transferido al Wellington Phoenix, representante neozelandés en la liga australiana, de cara a su primera temporada, la 2007-08. En 2009 dejó Oceanía para jugar en el Kilmarnock de Escocia. La falta de regularidad lo llevó a estar a préstamo en el Cowdenbeath Football Club y un tiempo después, en 2012, a dejar el elenco para jugar en el Basingstoke Town, y luego en ese mismo año en el Sutton United. En 2013 se incorporó al Shijiazhuang Yongchang Junhao chino, aunque se alejaría del elenco en 2014 para jugar en el Ljungskile SK de Suecia. Tras dos años en el elenco, en 2016 pasó al GAIS de la Superettan, segunda división sueca. Tras no lograr el ascenso a la primera categoría, a mediados de 2017 firmó con el Morecambe inglés.

## Selección nacional
Debutó con la selección neozelandesa el 29 de mayo de 2004 en un encuentro de eliminatorias para Alemania 2006 ante Australia, desde entonces, disputó 17 encuentros internacionales, convirtiendo un único gol, a la selección de Malasia en un amistoso que los All Whites ganaron en 2006.
Disputó los Juegos Olímpicos de Pekín 2008 y fue parte del plantel que se adjudicó la Copa de las Naciones de la OFC 2008.

## Clubes
| Club                           | País           | Año       |
| ------------------------------ | -------------- | --------- |
| St. John's Red Storm           | Estados Unidos | 2004-2005 |
| YoungHeart Manawatu            | Nueva Zelanda  | 2005-2006 |
| Newcastle United Jets F. C.    | Australia      | 2006-2007 |
| Wellington Phoenix F. C.       | Nueva Zelanda  | 2007-2008 |
| Kilmarnock F. C.               | Escocia        | 2009-2011 |
| Cowdenbeath F. C. (a préstamo) | Escocia        | 2010      |
| Basingstoke Town F. C.         | Inglaterra     | 2012      |
| Sutton United F. C.            | Inglaterra     | 2012      |
| Shijiazhuang Yongchang         | China          | 2013      |
| Ljungskile Sportklubb          | Suecia         | 2014-2015 |
| GAIS                           | Suecia         | 2016-2017 |
| Morecambe F. C.                | Inglaterra     | 2017-2020 |
| East Kilbride F. C.            | Escocia        | 2020-     |